# Swift River (Kuskokwim River)
Der Swift River ist ein rund 160 Kilometer langer linker Nebenfluss des Kuskokwim River im Südwesten des US-Bundesstaats Alaska.

## Verlauf
Der Fluss entsteht am Zusammenfluss zweier gletschergespeister Bäche, sieben Kilometer westlich von Mount Mausolus in der südwestlichen Alaskakette nördlich des Lake-Clark-Nationalparks. Er fließt westwärts bis zur Mündung in den Kuskokwim River, 21 Kilometer nordöstlich von Sleetmute.

## Name
Die Bezeichnung der Eskimos für den Fluss wurde 1842–44 von Leutnant Lawrenti Alexejewitsch Sagoskin von der Kaiserlich Russischen Marine als „R(eka) Chagvanakhtuli“ aufgezeichnet. W. S. Post vom United States Geological Survey (USGS) notierte 1898 den Namen „Chakawunapuk“, der von J. E. Spurr, ebenfalls vom USGS, als „Chagavenapuk“ veröffentlicht wurde. Die Bezeichnung der Ureinwohner Alaskas wurde auch von Zagoskin als „Khockalitno“ überliefert. Die Übersetzung dieses Namens, Swift River, stammt von A. G. Maddren vom USGS aus dem Jahr 1908.